# Cend-Ajúšín Očirbat
Cend-Ajúšín Očirbat nebo Očirbat Cend-Ajúš (* 10. listopadu 1974 Ulánbátar) je bývalý mongolský zápasník – judista a sambista.

## Sportovní kariéra
Narodil se v Ulánbátaru do rodiny známého mongolské zápasníka Cend-Ajúše. Připravoval se v policejním sportovním centru Chüč. V mongolské judistické reprezentaci se prosazoval od roku 1997 v polostřední váze do 81 kg. V roce 2000 se kvalifikoval olympijské hry v Sydney, kde vypadl ve třetím kole na ippon s Alvarem Paseyrem z Uruguaye. Od roku 2001 startoval ve vyšší střední váze do 90 kg. V roce 2004 se kvalifikoval na olympijské hry v Athénách, kde prohrál ve druhém kole minimálním rozdílem na koku s Brazilcem Carlosem Honoratem. Od roku 2005 startoval v polotěžké váze do 100 kg, ve které prohrál nominaci na olympijské hry v Pekingu s Tüvšinbajarem. Sportovní kariéru ukončil v roce 2010.

## Výsledky
| Turnaj            | 1997             | 1998             | 1999             | 2000             | 2001         | 2002         | 2003         | 2004         | 2005      | 2006      |
| Turnaj            | 23               | 24               | 25               | 26               | 27           | 28           | 29           | 30           | 31        | 32        |
| Turnaj            | polostřední váha | polostřední váha | polostřední váha | polostřední váha | střední váha | střední váha | střední váha | střední váha | polotěžká | polotěžká |
| ----------------- | ---------------- | ---------------- | ---------------- | ---------------- | ------------ | ------------ | ------------ | ------------ | --------- | --------- |
| Olympijské hry    |                  |                  |                  | úč.              |              |              |              | úč.          |           |           |
| Mistrovství světa | úč.              |                  | úč.              |                  | úč.          |              | úč.          |              | —         |           |
| Asijské hry       |                  | ?                |                  |                  |              | 2.           |              |              |           | 7.        |
| Mistrovství Asie  | ?                |                  | 7.               | 3.               | 3.           |              | 3.           | úč.          | —         |           |